# Devereaux Peters
Devereax Peters (Chicago, 8 de outubro de 1989) é uma jogadora de basquete americana (ala) do Indiana Fever da WNBA e do WBC Dynamo Novosibirsk da  liga feminina russa.
Peters jogou em Notre-Dame, onde foi a jogadora defensiva do ano do Big East Conference em 2012 e liderou um time local que terminou em segundo lugar no torneio de basquete feminino da NCAA 2012.
Peters fez sua estreia na WNBA em 20 de maio de 2012, marcando 3 pontos e agarrando 4 rebotes em uma vitória sobre o Phoenix Mercury.
Peters tornou-se rapidamente o primeiro a avançar do banco e liderou a equipe na porcentagem do objetivo de campo em dezesseis jogos. Em julho, Peters pôs um dedo na mão esquerda, forçando-a a perder três jogos.
Peters continuaria sendo o principal backup em 2013, liderando o Lynx em tiros bloqueados. Ela desempenhou um papel fundamental no segundo campeonato WNBA do Lynx, servindo como uma presença defensiva confiável.
Em 2 de fevereiro de 2016, Peters foi negociada com o Indiana Fecer em troca de Natasha Howard.

## Basquete nos EUA
Peters jogou na equipe que representou os Estados Unidos nos Jogos Universitários Mundiais 2011, realizados em Shenzhen, na China. A equipe, treinada por Bill Fennelly, ganhou todos os seis jogos necessários para obter a medalha de ouro. Peters progrediu 10,0 pontos e 5,3 rebotes por jogo.